# Белокаменское
Белока́менское (кабард.-черк. Псыншокъуэ) — село в Зольском районе Кабардино-Балкарской Республики.
Образует муниципальное образование «сельское поселение Белокаменское», как единственный населённый пункт в его составе.

## Географическое положение
Селение расположено в северо-западной части Зольского района, в междуречье рек Большая Золка и Псыншоко. Находится в 14 км к западу от районного центра Залукокоаже, в 80 км к северо-западу от города Нальчик и в 33 км к югу от Пятигорска.
Площадь территории сельского поселения составляет — 43,09 км 2.
Граничит с землями населённых пунктов: Шордаково на востоке и Этока Ставропольского края на севере. К югу от села начинаются Зольские нагорные пастбища.
Населённый пункт расположен в переходной от предгорной в горную зоне республики. Высоты на территории села колеблется от 870 метров на северо-востоке до 980 метров на юго-западе. Ближайшими высшими точками являются горы — Джуца (1 190 м) к северо-западу от села, и Псыншоко (1 405 м) к юго-западу от села.
Гидрографическая сеть представлена реками Золка Первая, Псыншоко и мелкими ручьями стекающих с правого склона Джинальского хребта. На территории сельского поселения имеются выходы горячих, сульфатных и сероводородных родников.
Климат умеренный, с избыточным увлажнением. Из-за высокой пересеченности рельефа, на территории сельского поселения формируется свой микроклимат. Среднегодовая температура воздуха составляет +7,7°С, и колеблется от средних +19,0°С в июле, до средних -3,6°С в январе. Среднегодовое количество осадков составляет около 900 мм. Большая часть осадков выпадет в период с апреля по июнь. Основные ветры — северо-западные и восточные.
На территории сельского поселения находятся обширные субальпийские луговые поля с обильным травянистым покровом. Почвы в присельском участке в основном представлены предкавказскими чернозёмами. По балкам и понижениям распространены лугово-чернозёмные и выщелочные типичные глинистые почвы. На территории села добываются известняк и другие осадочные горные породы.

## История
Старое название селения Белокаменского и всей окружающей местности — Псыншоко (кабард.-черк. Псыншокъуэ — безводная долина).
В этой местности издавна пасли домашний скот, и для ухода за ними, люди строили временные кошары и навесы. Пастухи жили в небольших домиках, из туряжки, обмазанных глиной.
Постоянное поселение на этой территории возникло в 1920 году.
Обилие субальпийских травянистых лугов предопределило организацию в здешних местах государственного конного завода в январе 1929 года. С 1933 года конезавод стал отделением Малкинского конезавода № 34, который возглавлял Канкулов Маша Герандукович. Благодаря совместной работе с учёными республики, коневоды добивались улучшения качества лошадей кабардинской породы, известной во всём мире.
До 1937 года Псыншокский сельсовет входил в состав Нагорного района КБАССР. Затем передан в состав Зольского района, образованного на части Нагорного района.
В годы Великой Отечественной войны свой вклад в победу над врагом внесли и псыншоковцы: Мухамед Пшунов, Хазрет Машуков, Леус Махотлов, Нахо Гедмишхов, Николай Машуков, вернувшиеся с боевыми наградами — орденами Славы III степени, Отечественной войны I степени и медалями «За отвагу», «За оборону Кавказа», «За победу над Германией в Великой Отечественной войне: 1941—1945 гг.»
В послевоенное советское время, сельский конный завод был одним из лидеров по продаже скакунов на международных аукционах.
Так как основным строительным материалом для домов служил белый камень, добываемый на берегах реки Золки. Это определило новое название села, официально данное ему в июле 1963 года.

## Население
| 2002 | 2010 | 2012 | 2013 | 2014 | 2015 | 2016 |
| ---- | ---- | ---- | ---- | ---- | ---- | ---- |
| 576  | ↗602 | ↗603 | ↗615 | →615 | ↗618 | ↘609 |
| 2017 | 2018 | 2019 | 2020 | 2021 | 2023 | 2024 |
| ↘608 | ↘605 | ↗606 | ↘602 | ↗624 | ↘622 | ↗623 |
| 2025 |      |      |      |      |      |      |
| →623 |      |      |      |      |      |      |

Плотность — 14.46 чел./км2.
За межпереписной период (с 2010 по 2021 год) население села увеличилось на 22 чел. (+ 3,65 %).
По данным Всероссийской переписи населения 2021 года:
| Народ                | Численность, чел. | Доля от всего населения, % |
| -------------------- | ----------------- | -------------------------- |
| кабардинцы (черкесы) | 612               | 98,08 %                    |
| * кабардинцы         | 612               | 98,08 %                    |
| русские              | 12                | 1,92 %                     |
| всего                | 624               | 100 %                      |

## Местное самоуправление
Администрация сельского поселения Белокаменское — село Белокаменское, ул. Центарльная, 2.
Структуру органов местного самоуправления сельского поселения составляют:
- Глава сельского поселения Белокаменское — Шебзухов Арсен Каральбиевич (с 9 октября 2024 года).
- Местная администрация (исполнительно-распорядительный орган) — администрация сельского поселения Белокаменское.

Аппарат местной администрации сельского поселения состоит из 5 человек.
- Представительный орган — Совет местного самоуправления сельского поселения Белокаменское. Состоит из 7 депутатов[19].

## Образование
- Средняя общеобразовательная школа № 1 — ул. Центральная, 2
- Начальная школа Детский сад

## Здравоохранение
- Участковая больница

## Культура
- Дом культуры
- Адыгэ Хасэ

## Ислам
- В селе действует одна мечеть

## Экономика
В экономике села основную роль играет сельское хозяйство. Развито возделывания культур озимой пшеницы, картофеля и кукурузы. В совхозе разводят популярных в мире лошадей кабардинской породы.
Предприятия
- СХП «Белокаменское»
- опытная станция КБНИИ СХ

## Улицы
На территории села зарегистрировано 8 улиц:

| Крайняя    |
| Молодёжная |
| Надречная  |

| Новая    |
| Почтовая |
| Северная |

| Степная     |
| Центральная |

## Примечание
1. 1 2  Численность постоянного населения Российской Федерации по муниципальным образованиям на 1 января 2025 года — М.: Росстат, 2025.
2. ↑  Закон Кабардино-Балкарской Республики от 27 февраля 2005 года N 13-РЗ «О статусе и границах муниципальных образований в Кабардино-Балкарской Республике». Дата обращения: 7 марта 2018. Архивировано 3 марта 2018 года.
3. ↑  Численность населения Кабардино-Балкарской Республики по сельским населённым пунктам по итогам ВПН-2002
4. ↑  Численность населения КБР в разрезе населённых пунктов по итогам Всероссийской переписи населения 2010 года
5. ↑  Численность населения Российской Федерации по муниципальным образованиям. Таблица 35. Оценка численности постоянного населения на 1 январ
6. ↑  Численность населения Российской Федерации по муниципальным образованиям на 1 января 2013 года. Таблица 33. Численность населения городских округов, муниципальных районов, городских и сельских поселений, городских населённых пунктов, сельских населённых пунктов — Росстат, 2013. — 528 с.
7. ↑  Таблица 33. Численность населения Российской Федерации по муниципальным образованиям на 1 января 2014 года
8. ↑  Численность населения Российской Федерации по муниципальным образованиям на 1 января 2015 года
9. ↑  Численность населения Российской Федерации по муниципальным образованиям на 1 января 2016 года — 2018.
10. ↑  Численность населения Российской Федерации по муниципальным образованиям на 1 января 2017 года — М.: Росстат, 2017.
11. ↑  Численность населения Российской Федерации по муниципальным образованиям на 1 января 2018 года — М.: Росстат, 2018.
12. ↑  Численность населения Российской Федерации по муниципальным образованиям на 1 января 2019 года
13. ↑  Численность населения Российской Федерации по муниципальным образованиям на 1 января 2020 года
14. ↑  Итоги Всероссийской переписи населения 2020 года (по состоянию на 1 октября 2021 года)
15. ↑  Численность постоянного населения Российской Федерации по муниципальным образованиям на 1 января 2023 года (с учётом итогов Всероссийской п — Росстат, 2023.
16. ↑  Численность постоянного населения Российской Федерации по муниципальным образованиям на 1 января 2024 года — Росстат, 2024.
17. ↑  Итоги Всероссийской переписи населения 2020 года. Том 5. Национальный состав и владение языками. Таблица 1. Национальный состав населения Кабардино-Балкарской Республики, городских округов и муниципальных районов. Дата обращения: 9 октября 2023. Архивировано 16 октября 2023 года.
18. ↑  указаны как кабардинцы
19. ↑  Белокаменское: Совет местного самоуправления.
20. ↑  КЛАДР — Белокаменское.